# Idemitsu Art Award
Idemitsu Art Award（いでみつアートアワード）は、出光興産が主催する平面作品の公募展。経営統合した昭和シェル石油のシェル美術賞（シェルびじゅつしょう）を引き継ぎ改称したものである。本記事では前身となる公募展を含めて記述する。
平面作品の新しい可能性、表現を担う若手作家を発掘することを目的として1956年（昭和31年）にシェル美術賞 (初代)として発足。現代的な表現の作品が高い評価を得るとされる。1981年（昭和56年）で一旦応募停止するものの、昭和シェル現代美術賞（1996年（平成8年） - 2001年（平成13年））を経て、2003年（平成15年）にシェル美術賞 (2代)として再開した。2019年（平成31年）4月の経営統合以後も名称が改称されていなかったが、2022年（令和4年）4月1日より現名称に改称され、現在に至る。

## 主な受賞者・入選者
- 田中岑（1956年 2等）
- 斎藤寿一（1959年 版画賞）
- 小野木学（1959年 2等）
- 上村次敏（1959年 3等）
- 赤瀬川原平（1962年 3等）
- 清水晃（1963年 1等）
- 高松次郎（1965年 1等）
- 篠原有司男（1965年 3等）
- 菅木志雄（1967年 1等）
- 青山亘幹（1971年 1等）
- 相笠昌義（1971年 3等）